# 杉井孝
杉井 孝（すぎい たかし、1947年1月14日 - ）は、日本の大蔵官僚、弁護士。血液型はO型。

## 人物
1965年愛知県立時習館高等学校を卒業し、1969年東京大学法学部第2類（公法コース）卒業。大蔵省に入省する。在学中に旧司法試験を一番の成績で合格し、国家公務員上級甲種試験（法律）も上位で合格。1973年 主計局総務課の企画係長となり、直属の上司に吉野良彦、主査に斎藤次郎がおり、後に主計人脈の首領的存在になる二人の知遇を得た。1974年 岸和田税務署長。主計官補佐（厚生係主査）、主計局総務課課長補佐などを経て、1989年 主計局主計官、1992年 大臣官房秘書課長となるなど、有力な事務次官候補であった。1995年 主計局次長、1996年 大臣官房審議官となるが、1998年 大蔵省接待汚職事件により停職処分となり、辞職。司法修習を経て弁護士となる。

## 略歴
- 1969年6月：東京大学法学部第2類（公法コース）卒業[2]
- 1969年7月：大蔵省入省（大臣官房文書課）[7]
- 1971年8月：大臣官房調査企画課
- 1972年7月：主計局総務課調査主任[8]
- 1973年7月：主計局総務課企画係長[4]
- 1974年7月：岸和田税務署長
- 1975年7月：大臣官房文書課課長補佐（審査）心得[9]
- 1976年7月：日本銀行営業局総務課
- 1978年7月：主計局主計官補佐（厚生第四、五係主査）
- 1980年7月：主計局主計官補佐（厚生第三係主査）
- 1982年6月：主計局主計官補佐（厚生第一、二係主査）
- 1983年6月：主計局総務課課長補佐
- 1984年7月：東京国税局間税部長
- 1985年6月：大臣官房企画官兼銀行局総務課
- 1987年7月：主計局主計企画官（調整担当）[10]
- 1989年6月：主計局主計官兼主計局総務課
- 1992年6月：大臣官房秘書課長
- 1995年6月：主計局次長（末席）
- 1996年7月：大臣官房審議官（銀行局担当）
- 1998年4月：辞職
- 2000年10月：弁護士登録。杉井法律事務所所長。
- 2002年10月：弁護士法人杉井法律事務所代表社員
- 2006年2月：株式会社サーラコーポレーション社外監査役
- 2010年4月：株式会社セキド法律顧問
- 2010年5月：株式会社セキド社外監査役
- 2020年2月：株式会社サーラコーポレーション社外取締役
- 2023年6月：株式会社アドバネクス取締役[11]